# لورينزو موناكو
لورينزو موناكو (بالإيطالية: Lorenzo Monaco)‏ (و. 1370 – 1425 م) هو رسام، ومزخرف، وراهب إيطالي، ولد في سيينا، توفي في فلورنسا، عن عمر يناهز 55 عاماً.

## روابط خارجية
- لورينزو موناكو على موقع الموسوعة البريطانية (الإنجليزية)